# I'm Your Betty
I'm Your Betty es el álbum debut del cantante y compositor canadiense Daniel Powter. Lanzado en el 2000 en Canadá por Outside Music, el álbum fue muy limitado debido a su éxito pequeño. Dos de las canciones, "More Than I", y "Negative Fashion" apareció en la serie de televisión Higher Ground (serie de televisión).

## Lista de canciones
1. «More Than I»
2. «Condition»
3. «Guys Unknown»
4. «Negative Fashion»
5. «Legs Hang Down»
6. «Still Nothing»
7. «Breeding the Highway»
8. «Who's Getting Through to You»
9. «Ellis Dee»
10. «I'm Your Betty»